# شرلی کوجاچنار
شرلی کوچاچنار (انگلیسی: Shirley Kocaçınar؛ زادهٔ ۴ دسامبر ۱۹۸۶) بازیکن فوتبال اهل پادشاهی هلند است.
از باشگاه‌هایی که در آن بازی کرده‌است می‌توان به باشگاه فوتبال فورتونا سیتارد اشاره کرد.
وی همچنین در تیم ملی فوتبال زنان ترکیه بازی کرده‌است.